# 高河原村
高河原村（たかがわらむら）は、かつて岐阜県稲葉郡にあった村である。
現在の岐阜市高河原に該当する。
町村制で高河原村の発足時は厚見郡であったが、郡の合併で稲葉郡の村となっている。

## 歴史
- 1889年（明治22年）7月1日 - 町村制により、高河原村発足。
- 1897年（明治30年）4月1日[2] - 方県郡の一部、厚見郡、各務郡が合併し、稲葉郡となる。当村は稲葉郡の村となる。
- 1897年（明治30年）4月1日 - 日置江村、茶屋新田、次木村と合併し、日置江村発足。同日高河原村は廃止となる。